# Ernst Wilhelm von Schlabrendorf

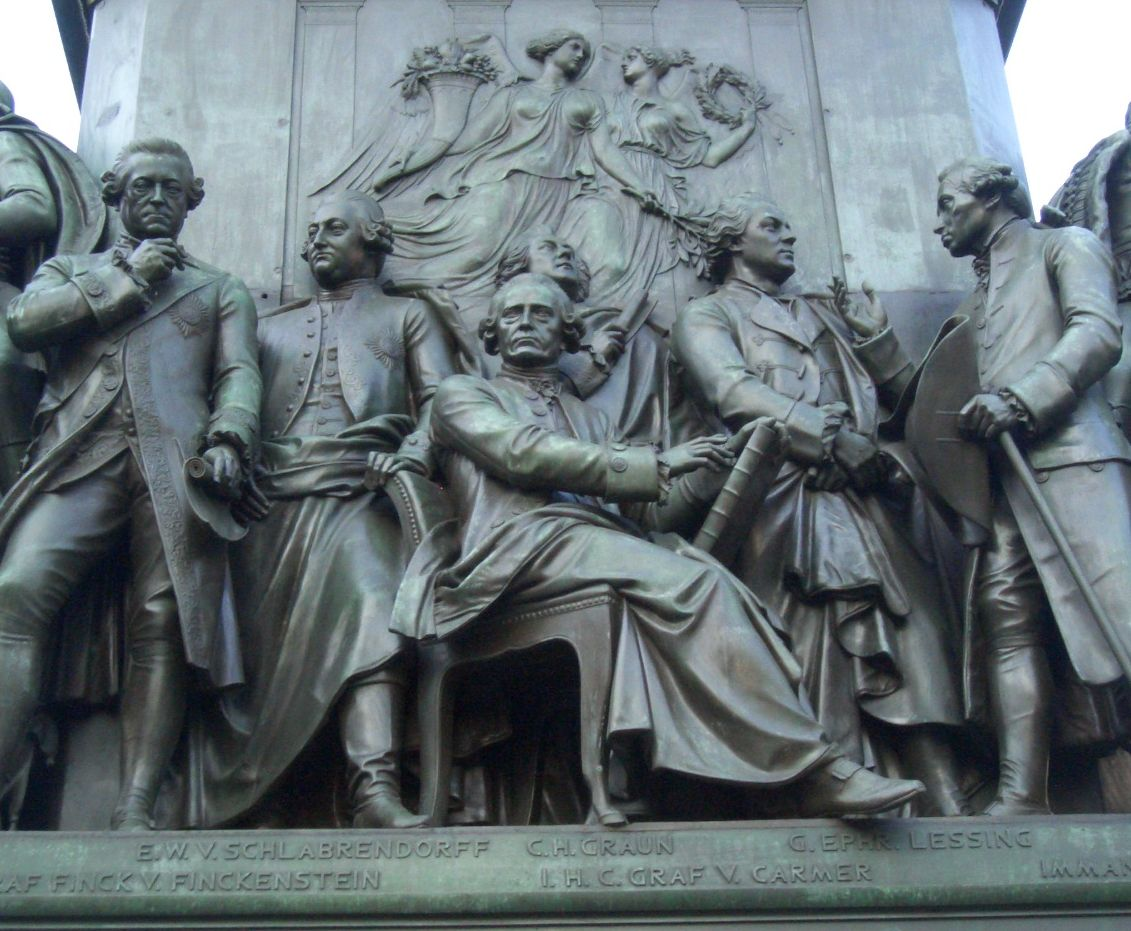
E.W. von Schlabrendorff (zweiter von links) am Sockel des Reiterstandbildes Friedrichs des Großen.

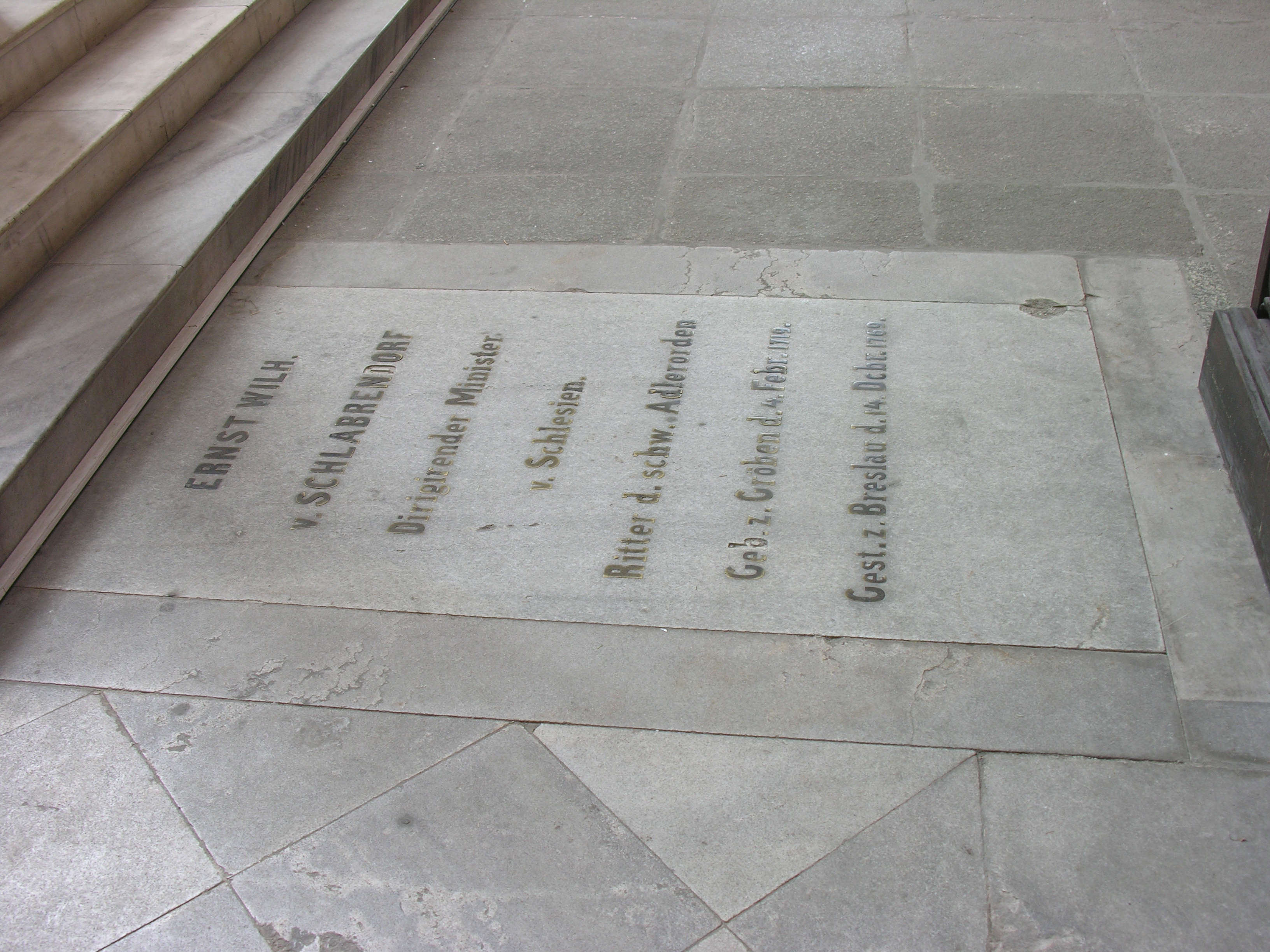
Grabmal für Ernst Wilhelm von Schlabrendorff in der Elisabethkirche zu Breslau

Ernst Wilhelm von Schlabrendorf (* 4. Februar 1719 auf Schloss Gröben bei Ludwigsfelde, Landkreis Teltow, Brandenburg; † 14. Dezember 1769 in Breslau, Fürstentum Breslau) war ein preußischer Staatsmann, Etatminister von Schlesien und Präsident beider Schlesischer Kammern.
Er war der Sohn des Gutsbesitzers Johann Christian von Schlabrendorf († 1720), Gutsherr auf Gröben, Groß- und Klein-Beuthen sowie Waßmannsdorf im Landkreis Teltow, und der Anna Augusta Elisabeth von Pfuel († 12. Dezember 1744). Der Generalmajor Gustav Albrecht von Schlabrendorf war sein Bruder.

## Leben
Schlabrendorf wurde zunächst von Hauslehrern unterrichtet, 1728 kam er zu einem Verwandten, dem Landrat des Kreises Teltow Hans Jürgen von Otterstaedt. Ab 1731 besuchte er das Joachimsthalsche Gymnasium zu Berlin.  Danach studierte er drei Jahre lang Staats- und Kameralwissenschaften an der Universität Halle.
Im Juli 1740 bekam er das Amt eines Kriegsrats bei der ostpreußischen Kriegs- und Domänenkammer zu Gumbinnen. Im Jahre 1749 machte er eine Inspektionsreise durch Vorpommern und schrieb einen Bericht, der die Aufmerksamkeit des Königs auf ihn lenkte. Dieser übertrug ihm danach die Verwaltung des Stettiner Marienstiftes.  1754 wurde er sogar zum Präsidenten der Magdeburger Kammer berufen.
Schlabrendorf wurde von Friedrich dem Großen zum Vizepräsidenten der pommerschen Kriegs- und Domänenkammer in Stettin, dann zum Wirklichen Geheimen Rat, Staats- und Kriegsminister und schließlich zum ersten dirigierenden Minister von Schlesien seit 1755 ernannt. Seine musterhafte Amtsführung und auf Interessenausgleich bedachte Politik nach der kriegerischen Eroberung Schlesiens wurden von Friedrich II. ausdrücklich gelobt. So wurde er am 20. März 1763 mit einem königlichen Geschenk von 50 000 Talern geehrt. Am 5. Dezember 1767 wurde ihm der Schwarze Adlerorden verliehen.
Mit dem Geldgeschenk konnte er im Jahre 1766 die Herrschaft Kolzig (Kreis Grünberg) nebst Grunwald, Jaschäne, Lippke und Vorwerk Karsch von Johann Rüdiger von Gersdorf kaufen.
Friedrich Wilhelm III., der Auftraggeber für das repräsentative Reiterstandbild Friedrichs des Großen, ließ ihn zusammen mit fünf anderen Zeitgenossen Friedrichs des Großen  auf der Westseite des Denkmalsockels abbilden.

## Familie
Ernst Wilhelm von Schlabrendorf gehörte dem märkischen Adelsgeschlecht von Schlabrendorf an. Er heiratete am 14. Februar 1741 in Gumbinnen  Charlotte von Blumenthal (* 17. September 1726 in Stettin; † 4. Januar 1743 in Gumbinnen). Nach dem frühen Tod seiner ersten Frau heiratete er Anna Carolina von Otterstaedt aus dem Haus Dahlwitz. Das Ehepaar hatte fünf Söhne, darunter als dritten den Schriftsteller Gustav von Schlabrendorf (1750–1824).
Der älteste Sohn aus erster Ehe, Friedrich Wilhelm Ludwig, wurde von König Friedrich II. von Preußen am 17. November 1772 in den Grafenstand erhoben. 
Die Tochter Konstantia Auguste Sophie (* 14. Dezember 1742; † 19. November 1813) heiratete den Grafen Hans Ernst von Kalckreuth (* 14. November 1728; † 31. März 1792).
Die Brüder aus zweiter Ehe Leopold August Wilhelm, Christian Georg Gustav und Friedrich Wilhelm Heinrich Carl wurden von König Friedrich Wilhelm II. von Preußen am 15. Oktober 1786 ebenfalls in den Grafenstand erhoben.